# 大関和
大関 和（おおぜき ちか、1858年5月23日（安政5年4月11日）- 1932年（昭和7年）5月22日）は、日本の看護師である。

## 経歴・人物
下野の黒羽藩の家老だった大関増虎（弾右衛門）とその妻のテツの次女として生まれる。1876年（明治9年）、19歳の若さで黒羽藩の次席家老であった渡辺家の夫と結婚し2児をもうけた。後に離婚し親権を持って、植村正久に師事し英学を学んだ。1886年（明治19年）に同期の鈴木雅と共に桜井女学校付属看護婦養成所に1期生として入学し、当時来日し当学校に赴任していたアグネス・ヴェッチから看護学を受けた。1887年（明治20年）にはキリスト教に受洗したことにより、卒業後の1888年（明治21年）に日本初の近代教育を受講した看護師の資格を取得する。
後に帝国大学医科大学附属第一医院における外科の看護婦取締役（看護婦長）や、1890年（明治23年）には新潟県の高田女子高等学校（現在の上越高等学校）の伝道師及び看護婦等を務め、後に上京し1896年（明治29年）には神田に桜井女学校時代の同期の鈴木が設立した東京看護婦会の教師や、後に鈴木の後継者として会頭となり、日本キリスト教婦人矯風会の理事を務める等、多くの役職を歴任した。

## 主な著作物
- 『派出看護婦心得』- 1899年（明治32年）刊行[5]。
- 『実地看護法』- 1907年（明治40年）刊行[5]。